# ユミ・シャロー
ユミ・シャロー（Yumi Charraut、1938年8月1日 - ）は、日本人ファッションデザイナー。出生名は高木弓。

## 人物・来歴
1938年、東京都港区麻布の鳥居坂に生まれる。父は建築家の高木秀寛。祖父は医学者・貴族院議員の高木喜寛。曽祖父は東京慈恵会医科大学を創設した高木兼寛。祖母・シマは有島武郎と有島生馬の妹で、里見弴の姉。学習院幼稚園、田園調布雙葉小学校、田園調布雙葉中学校・高等学校を経て、女子美術大学油絵科に進学。大学在学中から既にセツ・モードセミナーで学び、当時より「装苑」のスタイル画の仕事をする。
1967年、パリに渡り、高田賢三らと活躍。フリーで「ELLE」「ジャルダン・デ・モード」のデザイン活動やファッション・ジャーナリストとして活躍後、デザイン会社レラシオン・テキスタイルに入社。スタイリスト等を経て、1985年レディーストータルブランド『カランドリエ』（東京ブラウス）を起ち上げる。
1969年、フランス人エンジニアJean Claude Charrautと結婚。
東京ブラウス（株）パリオフィス設立に参加。「anan」（テンデイズマガジン時代後半に連載された編集後記「au cafe」）「エル・ジャポン」「Marie claire（マリ・クレール）」誌等に参加。
1996年より、ジュエリーメーカーVendome Aoyamaのブランド 『VdeB』 のブランドの顔として、アクセサリー、小物のデザインを手掛けた。全国のデパート、セレクトショップで扱われる。
NHKハート展で、他アーティスト、俳優、歌手などの著名人らと共に絵画作品の提供をした。
デザイナー、イラストレーターを引退後は、欧米各地を夫と共に旅しながら、油絵を描く。
2010年10月、表参道Gallery80にて静物画、油絵個展。女性経営者を対象に講演。
2016年10月、虎ノ門ギャラリー樋口文庫にて、今までの自身の歴史の集大成である絵画とアクセサリーの個展を開催。
2017年4月、扶桑社より「パリが教えてくれたボンシックな毎日 ときめくものだけシンプルに。暮らしのセンスアップ86の秘訣」が発刊される。自叙伝と生活を豊かに彩るお洒落に関するノウハウが掲載されている。
2020年3月、扶桑社より「100歳までパリジェンヌ! いつも機嫌よくおしゃれに!」が発刊される。前回2017年の続編。機嫌よく、好きなものに囲まれて、明るく楽しく過ごす人生を手に入れるヒントが多く掲載されている。
2025年1月、実業之日本社より「パリの86歳はなぜ、毎日が楽しそうなのか　超自分勝手なのに誰からも愛される45の習慣」が発刊される。パリで暮らして58年。フランス人のマイペースと日本人の気配りが程よくミックスしたユミさん流の幸せに生きる秘訣が、日常生活をベースに数多く掲載されている。

## 著作物
- 『粋なおしゃれ』（じゃこめてい出版、1990年）
- 『パリが教えてくれたボンシックな毎日 ときめくものだけシンプルに。暮らしのセンスアップ86の秘訣』（扶桑社、2017年４月）
- 『100歳までパリジェンヌ! いつも機嫌よくおしゃれに!』（扶桑社、2020年3月26日）
- 『パリの86歳はなぜ、毎日が楽しそうなのか　超自分勝手なのに誰からも愛される45の習慣』（実業之日本社、2025年1月23日）

翻訳
・ソニア・リキエル著『ラ・コレクション』（マガジンハウス、1990年）
など